# Chapadão do Sul
Chapadão do Sul là một đô thị thuộc bang Mato Grosso do Sul, Brasil. Đô thị này có diện tích 3850,693 km², dân số năm 2007 là 16194 người, mật độ 4,21 người/km².